# Dalt Vila
|  | No s'ha de confondre amb Dalt de la Vila (Badalona). |

Dalt Vila (ciutat alta) és el nom popular amb què és coneguda la part alta del nucli històric de la ciutat d'Eivissa, declarada Patrimoni de la Humanitat el desembre de 1999.

## Característiques
Des de la plaça de la Universitat, es pot gaudir d'unes vistes impressionants, com també entre les obertures en els baluards i les seves esplanades. Les antigues muralles de la ciutat, construïdes en el segle xvi, a l'època de Carles V, per protegir-la dels atacs dels turcs, van trigar quaranta anys a construir-se. El recinte emmurallat té forma d'heptàgon irregular i en cadascun dels vèrtexs hi ha un baluard defensiu. Existeixen diversos accessos al recinte, normalment en forma de portes, llevat del passadís des Soto. La porta principal, a la qual s'accedeix des del mercat Vell, s'anomena portal de ses Taules i, està flanquejada per dues estàtues romanes i protegida per un pont llevadís. Les altres portes són: el portal Nou, la portella de Sella i el passadís des Soto. El baluard de Santa Tecla és el punt més alt de la ciutat.

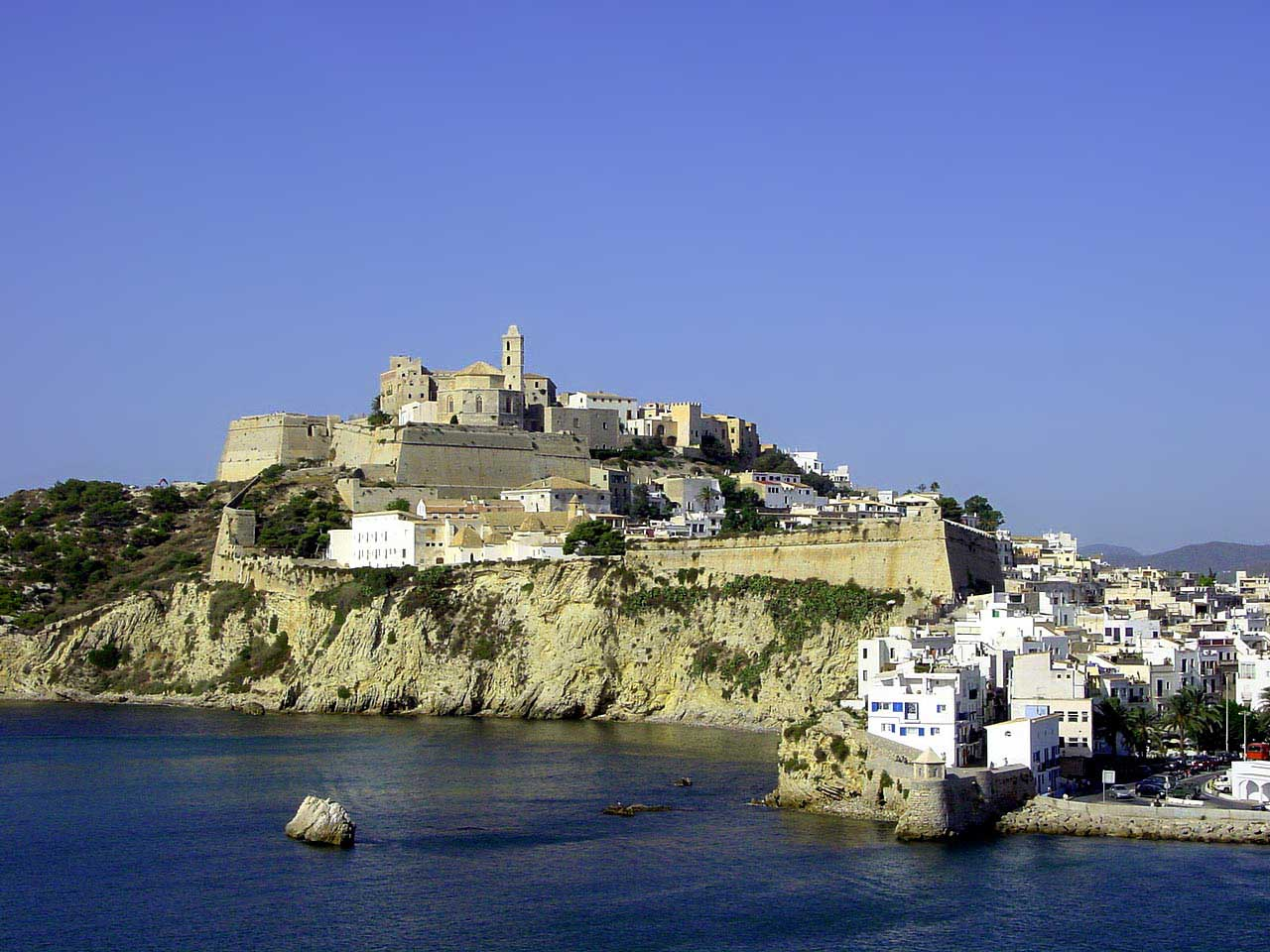
Dalt Vila

L'espai ocupat per dalt Vila és de prop de setanta mil metres quadrats. A partir del carrer de Sant Josep, es desenvolupa el raval, al qual l'estratègia defensiva era la casa mur, és a dir, que la mateixa esquena de les cases constituïa la seva protecció. Des de la primera meitat del segle xvi, el raval disposà per a la seua defensa de dues torres de base circular i un fossat als seus peus.
Tant la ciutat antiga d'Eivissa, d'origen fenici, com després la vila medieval i moderna, era un punt clau en les travessies mediterrànies, d'aquí la necessitat de fortificacions per a la seua defensa. L'actual imatge del centre històric emmurallat s'ha anat configurant des de l'època medieval i renaixentista.

## Edificis d'interès
Cal destacar la plaça de la Torreta, l'església parroquial de Santa Maria, la Pabordia, la Universitat, la capella del Salvador i la casa de la Cúria, a més de la Llotja, que era el principal punt d'encontre ciutadà i lloc de grans celebracions públiques. L'església parroquial, dedicada a Santa Maria, en un lloc prominent al cim del puig de Vila, és l'actual catedral, que conserva l'absis i la torre, i els elements decoratius de la porta de l'actual sagristia del gòtic original del segle xiv. L'església mira cap al port en direcció nord; en canvi, el castell on es troba l'Almudaina mira cap al sud, a l'espai marítim entre Eivissa i Formentera, en acompliment de la seua missió defensiva. Alguns edificis singulars al carrer Major són: sa Portella, alguns habitatges del carrer de la Soledat, i l'antiga casa del notari.
Les noves armes la guerra feien inútils les velles muralles. Els nous murs del s. xvi foren obra de l'enginyeria italiana, la més avançada en arquitectura militar. La porta del Mar, acabada el 1585, forma com un gran arc de triomf culminat per l'escut de Felip II, i l'assenyala com a promotor de les muralles.
La nova fortificació va transformar el perfil de la ciutat medieval i la perspectiva esglaonada pel vessant est: els baluards de Santa Tecla i de Santa Llúcia, i l'espai urbà emmurallat va quedar molt ampliat. Apareixen nous centres religiosos al llarg dels segles xvi i xvii: el convent de dominics i la casa de la Companyia de Jesús, el convent de clausura de les monges tancades. En el segle xviii, es desenvoluparan noves construccions militars, seguint el projecte del francès Simon Poulet.
Com a habitatges privats singulars destaquen: can Botino, can Montero, construït a la darreria del segle xvi per la família italiana Fonne i ca ses Llaneres, actualment seu de la Demarcació a Eivissa i Formentera del Col·legi Oficial d'Arquitectes de Balears. Al segle xix, es creà un nou centre administratiu a l'antic convent dels dominics, afectat per la desamortització de Mendizábal de 1835. Al convent, s'hi instal·là l'Ajuntament.